# Gracilodes nyctichroa
Gracilodes nyctichroa là một loài bướm đêm trong họ Erebidae.